# 아파시리 니띠폰
아파시리 니띠폰(태국어: อาภาศิริ นิติพน, 영어: Apasiri Nitibhon, 1970년 9월 14일 ~ )은 태국의 배우, 모델이다.

## 출연 작품
- 사령(死靈) - 리케의 저주